# Хеликаон
Вижте пояснителната страница за други значения на Хеликон.
Хеликаон (на гръцки: Ελικάονας, Helicaon) в гръцката митология е син на Антенор, цар в Тракия, и Теано, тракийска принцеса, дъщеря на цар Кисей в Западна Тракия и Телеклея, дъщеря на цар Ил, основателят на Троя.
Баща му Антенор, според Омир, e най-мъдрият от троянците и приема Агамемнон и Одисей преди избухването на Троянската война.
Хеликаон има 10 братя и е женен за Лаодика, дъщеря на троянския цар Приам и Хекуба.